# Fryderyk III (książę Holsztynu-Gottorp)

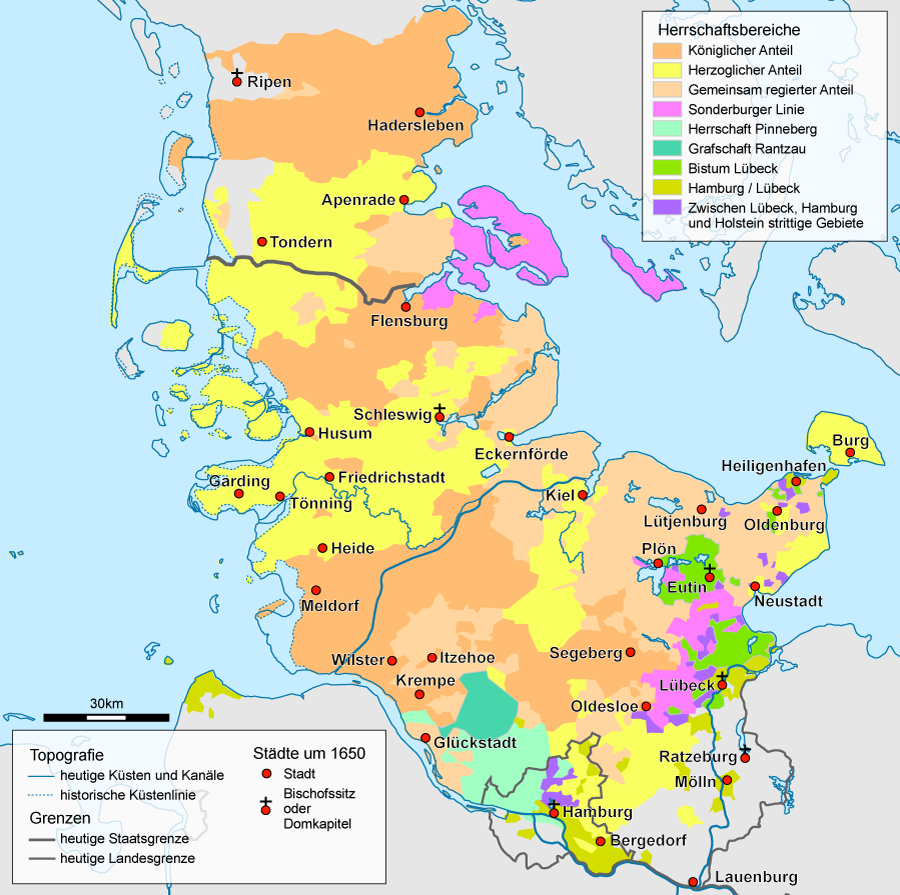
Szlezwik i Holsztyn w 1650 r.
- kolor żółty - tereny pod władzą Fryderyka
- kolor pomarańczowy - tereny pod władzą duńską
- kolor jasnopomarańczowy - tereny wspólne)

Fryderyk III (ur. 22 grudnia 1597 r. na zamku Gottorp, zm. 10 sierpnia 1659 r. w Tönning) – książę szlezwicko-holsztyński na Gottorp od 1616 r.

## Życiorys
Fryderyk był najstarszym synem księcia szlezwicko-holsztyńskiego na Gottorp Jana Adolfa oraz Augusty, córki króla duńskiego Fryderyka II. W 1616 r. ojciec Fryderyka zmarł, a on jako dziewiętnastolatek objął tron w Holsztynie-Gottorp. Odziedziczył zadłużone księstwo i próbował zmienić ten stan, przede wszystkim próbując wykorzystać położenie swego księstwa w celu uczynienia go ważnym punktem handlowym. W 1621 r. założył miasto Friedrichstadt, którego mieszkańcom obiecał tolerancję religijną.
W polityce zagranicznej początkowo był związany z królami duńskimi. U boku Chrystiana IV przyłączył się do wojny trzydziestoletniej. Jednak w obliczu porażki króla i opanowania Holsztynu przez wojska cesarskie, porozumiał się z Wallensteinem. Na mocy pokoju w Lubece zarówno król duński, jak Fryderyk odzyskali swoje dobra z powrotem. W dalszym ciągu wojny Fryderyk starał się trzymać na uboczu. Poległ jednak w 1631 r. jego młodszy brat Adolf, służący w wojsku cesarskim.
W 1640 r. zmarł bezpotomnie Otto VIII, ostatni z rodu dawnych książąt Szlezwika i Holsztynu, Schaumburgów. O dziedzictwo w jego niewielkim kraju Holsztynu-Pinnebergu wybuchł spór między Fryderykiem a królem duńskim. Ostatecznie Pinneberg przypadł koronie duńskiej, Fryderyk zaś zadowolił się odszkodowaniem. W 1643 r. król duński stanął po stronie cesarza i zaatakował Szwecję. W odpowiedzi wojska szwedzkie ruszyły na Holsztyn. Fryderyk ponownie odwrócił się od Danii i porozumiał się ze Szwedami.
Związek ze Szwecją zacieśniał się po wojnie trzydziestoletniej. W 1654 r. córka Fryderyka Jadwiga Eleonora poślubiła króla szwedzkiego Karola X Gustawa. Podczas wojny szwedzko-duńskiej w 1657 r. zagrożony przez Duńczyków Fryderyk poparł Szwecję – w efekcie na mocy postanowień pokoju w Roskilde król duński został zmuszony do zrzeczenia się lennej zwierzchności nad szlezwickimi dobrami Fryderyka. Jednak wojna wkrótce wybuchła na nowo, a Fryderyk został zmuszony do ucieczki z Gottorp. Zmarł w Tönning nie doczekawszy się końca wojny.
Dobrze wykształcony, interesujący się matematyką i astronomią, uczynił ze swego dworu w Gottorp ośrodek sztuk pięknych. Planował uruchomić w swym kraju uniwersytet, czego dokonał jednak już jego syn. W dużej mierze zdołał uchronić swój kraj przed okrucieństwami wojny trzydziestoletniej, podczas którego wielkie obszary Rzeszy zostały spustoszone. Rozbudował miasto Szlezwik – nową jego część nazwano na jego cześć Friedrichsbergiem.
Fryderyk został pochowany w katedrze św. Piotra w Szlezwiku. Tron w Gottorpie przejął starszy z dwóch synów, którzy nie umarli przed śmiercią ojca, osiemnastoletni Chrystian Albrecht.

## Rodzina
21 lutego 1630 r. w Dreźnie Fryderyk poślubił Marię Elżbietę z rodu Wettynów (1610–1684), córkę księcia Saksonii Jana Jerzego I. Z małżeństwa tego pochodziło szesnaścioro dzieci:
- Zofia Augusta (1630–1680), żona księcia Anhalt-Zerbst Jana,
- Magdalena Sybilla (1631–1719), żona księcia Meklemburgii-Güstrow Gustawa Adolfa,
- Jan Adolf (1632–1633),
- Maria Elżbieta (1634–1665), żona landgrafa Hesji-Darmstadt Ludwika VI,
- Fryderyk (1635–1654),
- Jadwiga Eleonora (1636–1715), żona króla Szwecji Karola X Gustawa, trzykrotna regentka Szwecji,
- Adolfina Augusta (1637–1637),
- Jan Jerzy (1638–1655),
- Anna Dorota (1640–1713),
- Chrystian Albrecht (1641–1695), następca ojca jako książę szlezwicko-holsztyński na Gottorp,
- Gustaw Ulryk (1642–1642),
- Krystyna Sabina (1643–1644),
- August Fryderyk (1646–1705),
- Adolf (1647–1647),
- Elżbieta Zofia (1647–1647),
- Maria Augusta Fryderyka (1649–1728), żona margrabiego Badenii-Durlach Fryderyka VII Magnusa.